# Tomsk
Tomsk (ryska Томск) är en stad i Sibirien i Ryssland. Den har lite mer än en halv miljon invånare och är administrativ huvudort för Tomsk oblast. Staden grundades som fästning vid floden Tom (som är en biflod till Ob) år 1604. Åren 1804–1925 var staden huvudort i guvernementet Tomsk.

## Stadsdistrikt
Tomsk är indelat i fyra stadsdistrikt. 
| Stadsdistrikt | Invånarantal 9 oktober 2002 | Invånarantal 14 oktober 2010 | Invånarantal 1 januari 2015 |
| ------------- | --------------------------- | ---------------------------- | --------------------------- |
| Kirovskij     | 119 578                     | 128 591                      | 144 061                     |
| Leninskij     | 113 498                     | 123 940                      | 129 372                     |
| Oktiabrskij   | 147 051                     | 159 157                      | 174 426                     |
| Sovetskij     | 107 711                     | 112 981                      | 117 051                     |
| TOTALT        | 487 838                     | 524 669                      | 564 910                     |

## Administrativt område
Tomsk administrerar även landsbygd och några orter utanför själva centralorten.
| Ort/område      | Invånarantal 9 oktober 2002 | Invånarantal 14 oktober 2010 | Invånarantal 1 januari 2015 |
| --------------- | --------------------------- | ---------------------------- | --------------------------- |
| Tomsk           | 487 838                     | 524 669                      | 564 910                     |
| Landsbygd       | Se nedan                    | Se nedan                     | 21 440                      |
| Loskutovo       | 3 111                       | 3 865                        | Ingen uppgift               |
| Svetlyj         | 7 514                       | 7 479                        | Ingen uppgift               |
| Timirjazevskoje | 6 211                       | 6 406                        | Ingen uppgift               |
| Övrig landsbygd | Ingen uppgift               | 3 630                        | Ingen uppgift               |
| TOTALT          | 504 674                     | 546 049                      | 586 350                     |